# Coscinesthes minuta
Coscinesthes minuta là một loài bọ cánh cứng trong họ Cerambycidae.